# Петър Каишев
Петър Ангелов Каишев е български режисьор.

## Биография
Роден е в село Чокманово на 18 ноември 1929 г. В периода 1947 – 1950 учи право, а след това в периода 1950 – 1952 завършва Държавното полувисше училище за кинематография и фототехника.

## Филмография
- Един миг свобода (1970)
- Може би фрегата (1980)
- Рицарят на бялата дама (1982)